# Pierre de Dampierre-en-Astenois
Pierre de Dampierre-en-Astenois († vers 1124) est comte de Dampierre en Astenois à la fin du XIe siècle et au début du XIIe siècle. Il est le fils de Frédéric II de Dampierre-en-Astenois, comte de Toul et d'Astenois.

## Biographie
Il est le fils de Frédéric II de Dampierre-en-Astenois, comte de Toul et d'Astenois. À la mort de ce dernier, son frère aîné, Renard, hérite du comté de Toul alors que lui hérite du comté de Dampierre-en-Astenois.
Il participe à la première croisade avec son frère Renard, comte de Toul, et sont tous deux parmi les compagnons de Godefroy de Bouillon, dont ils seraient parents. Pierre et son frère Renard faisaient partie des seigneurs de second rang de l'armée croisée. Ils aident Baudouin de Boulogne à prendre Édesse et à créer le comté d'Édesse. Ils reviennent ensuite dans l'armée croisée où Renard se distingue lors du siège d'Antioche.
Toutefois, sous la menace de l'armée de Kerbogha, Pierre, comme de nombreux croisés, découragé et à bout de ressource, décide de retourner en Europe.

## Mariage et enfants
Le nom de son épouse est inconnu, mais il aurait eu au moins un enfant :
- Frédéric de Dampierre-en-Astenois, qui succède à son père.

## Source
- Marie Henry d'Arbois de Jubainville, Histoire des Ducs et Comtes de Champagne, 1865.
- Anatole de Barthélemy, Le comté d'Astenois et les comtes de Dampierre-le-Château, 1888.
- Alan V. Murray, The Crusader Kingdom of Jerusalem: A Dynastic History 1099-1125, 2000.